# Renealmia
Renealmia (Renealmia) – rodzaj bylin z rodziny imbirowatych (Zingiberaceae). Obejmuje około 75-87 gatunków występujących w większości w Ameryce Środkowej i w tropikalnej części Ameryki Południowej, ok. 20 gatunków rośnie w Afryce.

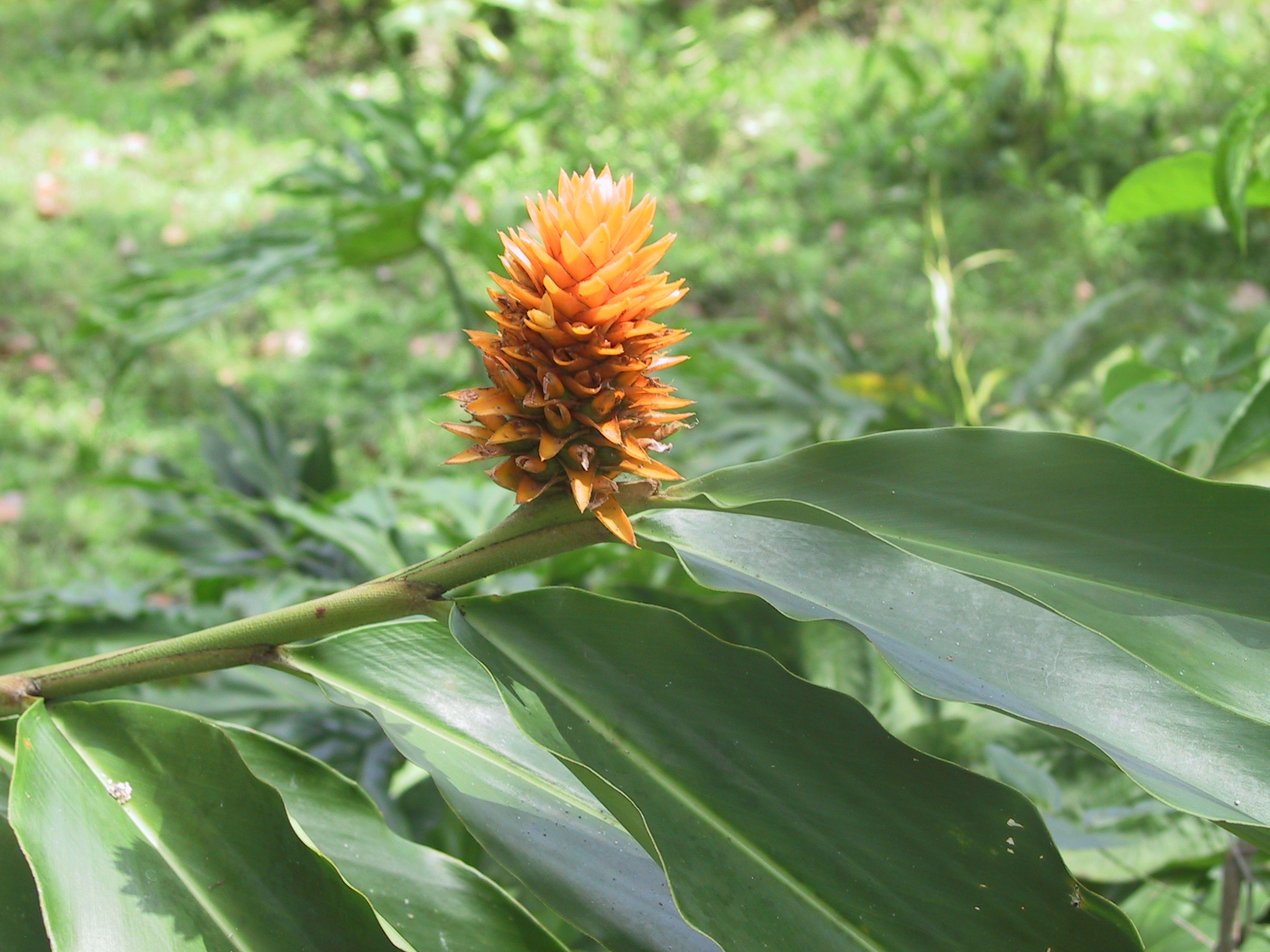
Renealmia cernua

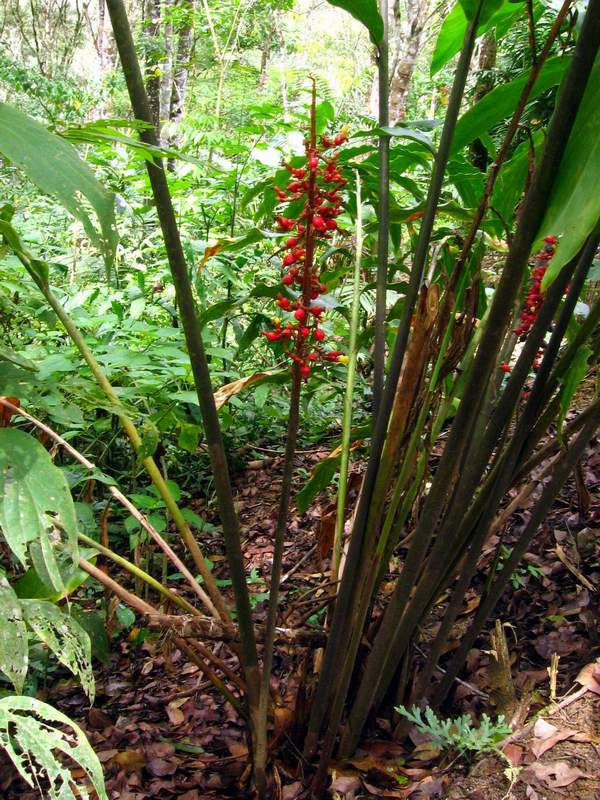
Renealmia occidentalis

## Morfologia
PokrójByliny z tęgim kłączem i nibyłodygami tworzonymi przez pochwy liściowe.
KwiatyZebrane w luźne kwiatostany, czasem rozgałęzione, na szczycie zwykle bezlistnych pędów, rzadziej na pędach ulistnionych. Podsadki wspierają pojedyncze lub skupienia po kilka kwiatów. Przysadki rurkowate. Kwiaty białe do żółtych. Kielich rurkowaty prosty lub skręcony, na szczycie z trzema ząbkami. Korona nieco dłuższa od kielicha. Warżka (labellum) prosta, rozpostarta i trójdzielna. Płodny pręcik na krótkiej nitce. Słupek pojedynczy zalążnią trójkomorową.
OwocTorebka mięsista, kulista lub elipsoidalna. Nasiona często z pomarańczową osnówką.

## Systematyka
Pozycja i podział według APWeb (aktualizowany system APG III z 2009)
Rodzaj należący do podrodziny Alpinioideae Link, rodziny imbirowatych (Zingiberaceae) będącej kladem siostrzanym rodziny kostowcowatych Costaceae. Wraz z nią należy do rzędu imbirowców (Zingiberales) należącego do jednoliściennych (monocots) w obrębie roślin okrytonasiennych.
Wykaz gatunków
| - Renealmia acreana Maas - Renealmia africana Benth. - Renealmia alborosea K.Schum. - Renealmia alpinia (Rottb.) Maas - Renealmia alticola Maas - Renealmia angustifolia K.Schum. - Renealmia aromatica (Aubl.) Griseb. - Renealmia asplundii Maas - Renealmia aurantifera Maas - Renealmia batangana K.Schum. - Renealmia battenbergiana Cummins ex Baker - Renealmia brachythyrsa Loes. - Renealmia bracteata De Wild. & T.Durand - Renealmia brasiliensis K.Schum. - Renealmia breviscapa Poepp. & Endl. - Renealmia cabrae De Wild. & T.Durand - Renealmia cabraei De Wild. & T. Dur. - Renealmia caucana Maas - Renealmia cernua (Sw. ex Roem. & Schult.) J.F.Macbr. - Renealmia chalcochlora K.Schum. - Renealmia chiriquina Standl. - Renealmia choroniensis Maas - Renealmia chrysotricha Petersen - Renealmia cincinnata (K.Schum.) T.Durand & Schinz - Renealmia concinna Standl. - Renealmia congesta Maas - Renealmia congoensis Gagnep. - Renealmia congolana De Wild. & T.Durand - Renealmia costaricensis Standl. - Renealmia cuatrecasasii Maas - Renealmia cylindrica Maas & H.Maas - Renealmia densiflora Urb. - Renealmia densispica Koechlin - Renealmia dermatopetala K.Schum. - Renealmia dewevrei De Wild. & T.Durand - Renealmia dolichocalyx Maas - Renealmia dressleri Maas - Renealmia engleri K.Schum. - Renealmia erythrocarpa Standl. - Renealmia ferruginea Maas - Renealmia floribunda K.Schum. - Renealmia foliifera Standl. - Renealmia fragilis Maas - Renealmia guianensis Maas | - Renealmia heleniae Maas - Renealmia jamaicensis (Gaertn.) Horan. - Renealmia krukovii Maas - Renealmia laxa K.Schum. - Renealmia ligulata Maas - Renealmia longifolia K.Schum. - Renealmia lucida Maas - Renealmia macrocolea K.Schum. - Renealmia maculata Stapf - Renealmia mannii Hook.f. - Renealmia matogrossensis Maas - Renealmia mexicana Klotzsch ex Petersen - Renealmia microcalyx Maas & H.Maas - Renealmia monosperma Miq. - Renealmia multiplicata Maas - Renealmia nicolaioides Loes. - Renealmia oligosperma K.Schum. - Renealmia oligotricha Maas - Renealmia orinocensis Rusby - Renealmia pacifica (Maas) Maas & H.Maas - Renealmia pallida Maas - Renealmia petasites Gagnep. - Renealmia pirrensis Maas & H.Maas - Renealmia pluriplicata Maas - Renealmia polyantha K.Schum. - Renealmia polypus Gagnep. - Renealmia puberula Steyerm. - Renealmia purpurea Maas & H.Maas - Renealmia pycnostachys K.Schum. - Renealmia pyramidalis (Lam.) Maas - Renealmia racemosa Poepp. & Endl. - Renealmia reticulata Gagnep. - Renealmia sancti-thomae I.M.Turner - Renealmia scaposa Maas - Renealmia sessilifolia Gagnep. - Renealmia stellulata Steyerm. - Renealmia stenostachys K.Schum. - Renealmia striata (Stokes) ined. - Renealmia thyrsoidea (Ruiz & Pav.) Poepp. & Endl. - Renealmia urbaniana Loes. - Renealmia vallensis Maas - Renealmia variegata Maas & H.Maas - Renealmia wurdackii Maas |